# Amministrazione apostolica di Łemkowszczyzna
L'amministrazione apostolica di Łemkowszczyzna (in latino: Apostolica Administratio Lemkowszczyznaensis) è una sede soppressa della Chiesa greco-cattolica ucraina.

## Territorio

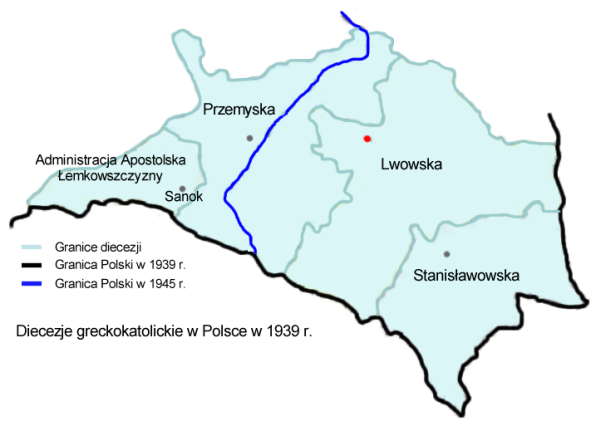
Mappa delle circoscrizioni ecclesiastiche greco-cattoliche ucraine della metropolia di Leopoli nel 1939

L'amministrazione apostolica si estendeva nella parte meridionale e montuosa degli odierni voivodati della Precarpazia e della Piccola Polonia, abitata dalla popolazione dei lemchi.

## Storia

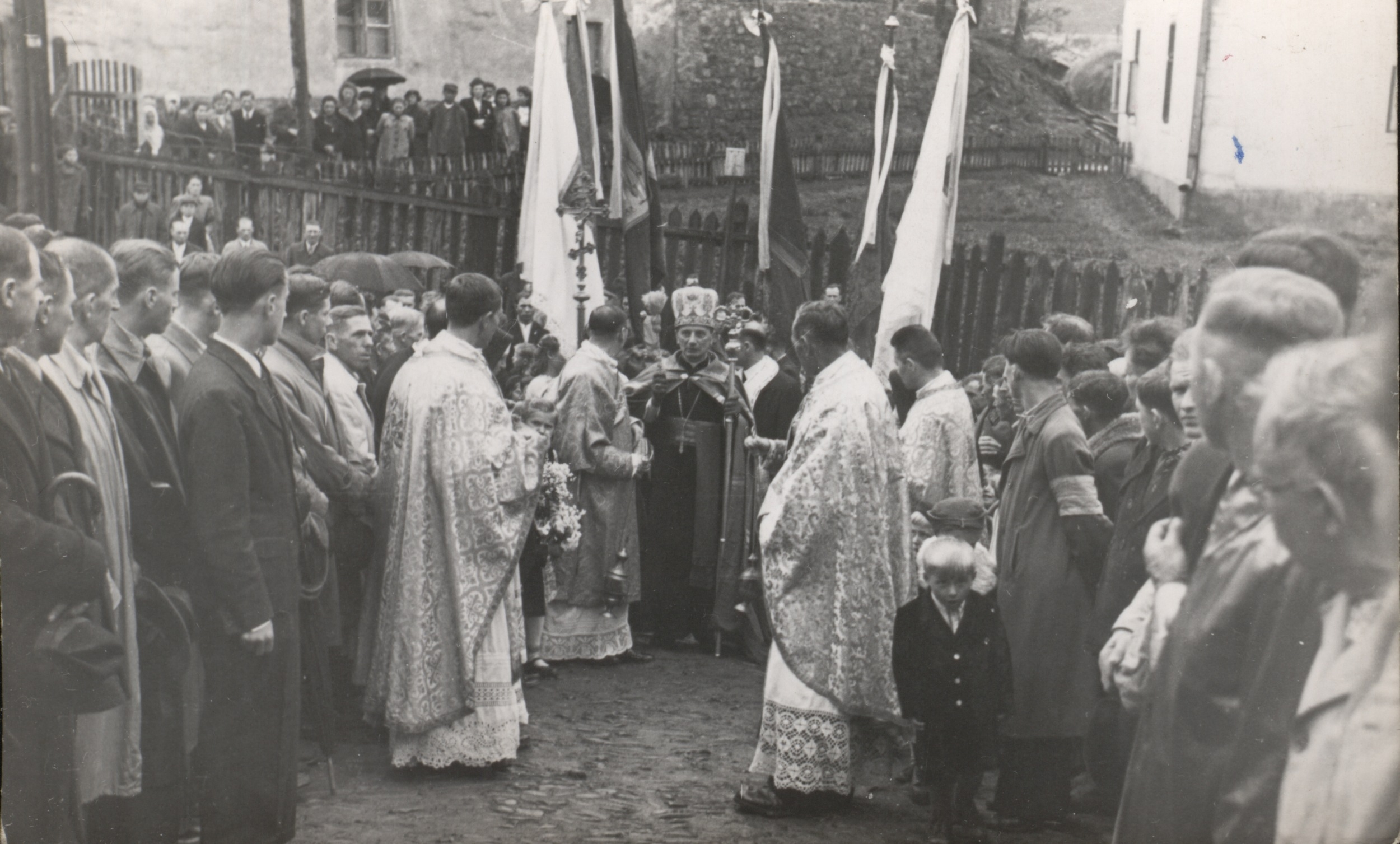
L'amministratore apostolico Ołeksander Małynowśki nel 1943

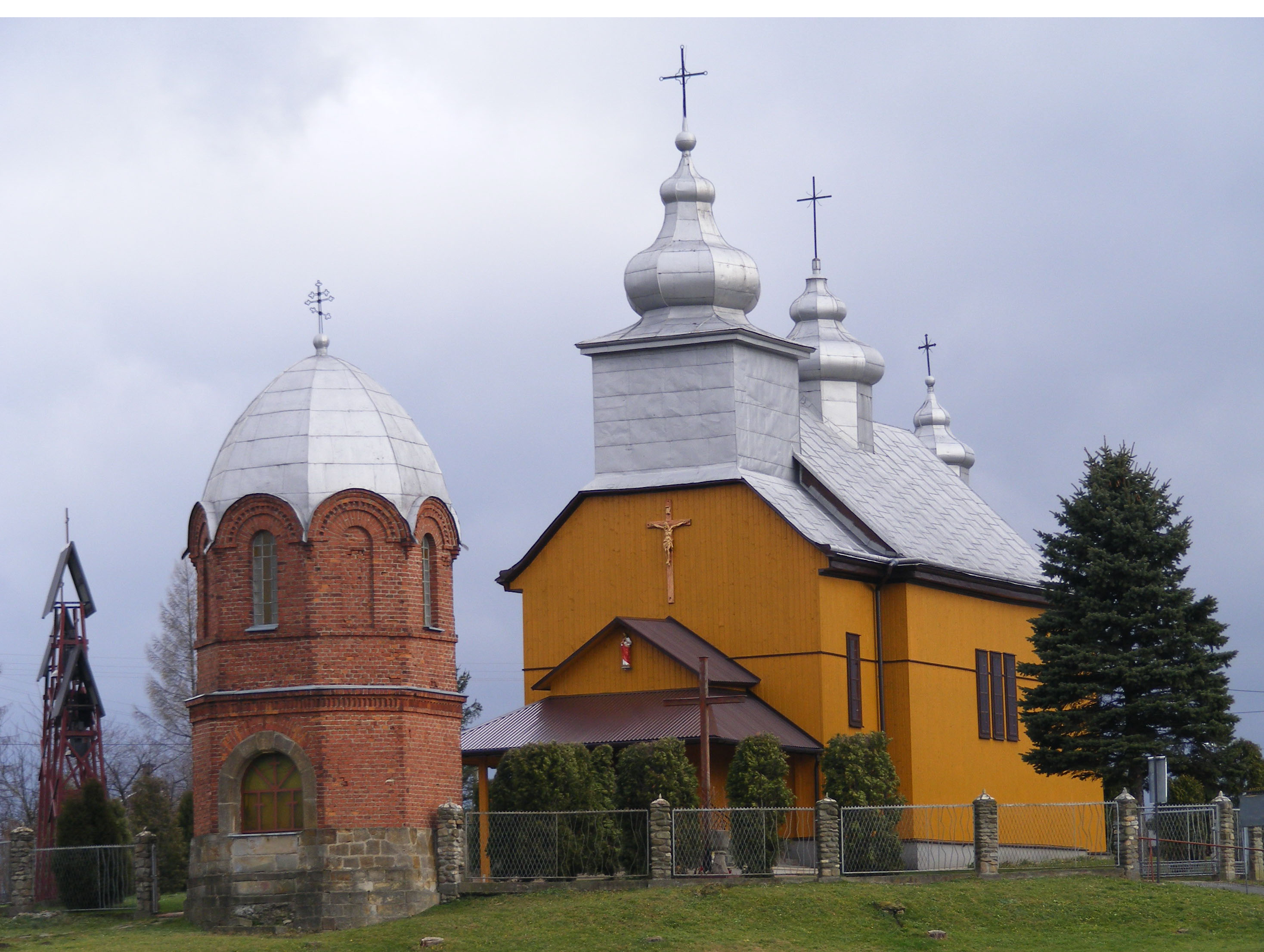
La chiesa della Dormizione di Maria a Wróblik Szlachecki, oggi trasformata in chiesa di rito romano

L'amministrazione apostolica fu eretta il 10 febbraio 1934 con il decreto Quo aptius della Congregazione per le Chiese Orientali, ricavandone il territorio dall'eparchia di Przemyśl (oggi arcieparchia di Przemyśl-Varsavia).
Sede dell'amministrazione apostolica era originariamente la città di Rymanów. Verso la fine del 1937 la sede dell'amministrazione fu trasferita a Sanok Nei primi mesi del 1944 la sede dell'amministrazione fu nuovamente trasferita a Krynica e da qui nel febbraio del 1945 fu traslata a Wróblik Szlachecki dove rimase fino all'aprile dello stesso anno.
L'amministrazione apostolica fu soppressa al termine della Seconda guerra mondiale, in seguito al trasferimento con l'operazione Vistola della maggior parte dei fedeli di etnia lemko in Ucraina e al passaggio dei restanti al rito romano. In qualche parrocchia rimasero alcuni fedeli di rito bizantino, ma in numero ridotto, cosicché la liturgia era celebrata alternativamente in rito romano e in rito bizantino.
Nel 1945 per sfuggire all'NKVD l'amministratore apostolico Ołeksander Małynowśki fuggì in Baviera attraverso la Cecoslovacchia. Anche la curia cessò le attività. Formalmente l'amministrazione apostolica non fu canonicamente soppressa.
Dopo il 1989, quando in Polonia ritornò alla luce la Chiesa greco-cattolica, l'amministrazione apostolica di Łemkowszczyzna non fu ripristinata. Il territorio dell'amministrazione apostolica attualmente costituisce un decanato dell'arcieparchia di Przemyśl-Varsavia.

## Cronotassi dei vescovi
- Wasyl Maściuch † (17 novembre 1934 - 12 marzo 1936 deceduto)
- Jakiw Medweckij † (3 luglio 1937 - 27 gennaio 1941 deceduto)
- Ołeksander Małynowśki † (5 febbraio 1941 - Settembre 1945 dimesso)

## Statistiche
La diocesi nel 1943 contava 127.580 battezzati.
| anno | popolazione | popolazione | popolazione | presbiteri | presbiteri | presbiteri | presbiteri                | diaconi | religiosi | religiosi | parrocchie |
| anno | battezzati  | totale      | %           | numero     | secolari   | regolari   | battezzati per presbitero | diaconi | uomini    | donne     | parrocchie |
| ---- | ----------- | ----------- | ----------- | ---------- | ---------- | ---------- | ------------------------- | ------- | --------- | --------- | ---------- |
| 1943 | 127.580     | ?           | ?           | 128        | 128        |            | 996                       |         |           |           | 129        |